# Dolores Claiborne (film)
Pour le roman de Stephen King, voir Dolores Claiborne.
Pour plus de détails, voir Fiche technique et Distribution.
Dolores Claiborne est un film américain réalisé par Taylor Hackford, sorti en 1995, inspiré du roman de Stephen King.

## Synopsis
Dolores Claiborne est l'intendante de Vera, une vieille femme riche et méprisante habitant sur une île du Maine. Elle nous raconte ce qui s'est vraiment passé sur cette île lors de l'éclipse. Comment son mari Joe est mort de façon accidentelle en chutant dans un puits, comment la traitait sa patronne, ainsi que les problèmes rencontrés dans sa vie, comme quand elle est devenue tête de turc des gamins, enfants et jeunes de la ville, à cause du décès de Joe qu'on l'accuse d'avoir provoqué. Mais le détective John Mackey ne croit pas à sa version des faits. De son côté sa fille Séléna, journaliste dépressive, a des souvenirs différents de ceux de Dolores...
Un flashback révèle qu'un jour, Dolores rentrait du travail et qu'elle avait dit à Joe, ivre, qu'elle savait qu'il avait volé l'argent et qu'il molestait Selena. Elle l'a alors provoqué dans une rage folle et l'a fait tomber dans un puits dans leur jardin et l'y laissant mourir. Selena entend cette histoire sur une cassette laissée pour elle par sa mère, qui avait prévu son départ. Alors qu'elle est sur le ferry, Selena découvre soudainement un souvenir refoulé de son père la forçant à le masturber. Réalisant tout cela, Selena se précipite vers Dolores alors qu'elle assiste à l'enquête du coroner.
Alors que Mackey prépare un dossier à envoyer à un grand jury pour tenter d'inculper Dolores pour meurtre, Selena arrive et lui dit qu'il n'a aucune preuve admissible, qu'il ne fait cela qu'à cause de sa vendetta personnelle contre Dolores, et que malgré une relation souvent orageuse, Vera et Dolores s'aimaient. Conscient que l'affaire se terminerait probablement par un non-lieu ou un acquittement, Mackey abandonne à contrecœur les charges. Dolores et Selena se réconcilient sur le quai du ferry avant que Selena ne rentre chez elle à New York.

## Fiche technique
Sauf indication contraire, les informations mentionnées dans cette section peuvent être confirmées par les bases de données cinématographiques IMDb et Allociné,  présentes dans la section « Liens externes ».
- Titre original : Dolores Claiborne
- Réalisation : Taylor Hackford
- Scénario : Tony Gilroy d'après le roman Dolores Claiborne de Stephen King
- Musique : Danny Elfman
- Direction artistique : Dan Yarhi
- Décors : Bruno Rubeo
- Costumes : Shay Cunliffe
- Photographie : Gabriel Beristain
- Son : Gary C. Bourgeois, Glen Gauthier, Richard Portman, David E. Stone, Bill Talbott
- Montage : Mark Warner
- Production : Taylor Hackford et Charles Mulvehill
  - Production associée : Gina Blumenfeld et Michael Kelly
- Sociétés de production : Castle Rock Entertainment et Columbia Pictures
- Sociétés de distribution : Columbia Pictures (États-Unis) ; UGC Fox Distribution (France) ; Monopole-Pathé (Suisse)
- Pays de production :  États-Unis
- Langue originale : anglais
- Format[1] : couleur (Technicolor) — 35 mm — 2,39:1 (Techniscope / Panavision) — son Dolby SR / SDDS
- Genre : drame, policier, thriller, mystère
- Durée : 132 minutes
- Dates de sortie[2] :
  - États-Unis : 24 mars 1995
  - France : 9 septembre 1995 (Festival du cinéma américain de Deauville) ; 11 octobre 1995 (sortie nationale)[3]
  - Suisse romande : 13 octobre 1995
  - Belgique : 7 septembre 2019 (Festival du film d'Ostende)
- Classification :
  - États-Unis : interdit aux moins de 17 ans (R – Restricted)[N 1]
  - France : tous publics[4]
  - Belgique : tous publics (Alle Leeftijden)[5]

## Distribution
- Kathy Bates (VF : Denise Metmer ; VQ : Claudine Chatel) : Dolores Claiborne
- Jennifer Jason Leigh (VF : Nathalie Juvet ; VQ : Marie-Andrée Corneille) : Selena St. George
- Judy Parfitt (VF : Annie Bertin) : Vera Donovan
- Christopher Plummer (VF : Bernard Dhéran) : Det. John Mackey
- David Strathairn (VF : François Chaix) : Joe St. George
- Eric Bogosian (VF : Daniel Lafourcade) : Peter
- John C. Reilly (VF : Jacques Bouanich) : Const. Frank Stamshaw
- Bob Gunton (VF : Daniel Kenigsberg) : M. Pease
- Wayne Robson (VF : Michel Fortin) : Sammy Marchant
- Roy Cooper (VF : William Sabatier) : le magistrat
- Ellen Muth : (VF : Aurélia Dausse) : Selena St. George (jeune)

## Tournage
Sauf indication contraire, les informations mentionnées dans cette section peuvent être confirmées par la base de données cinématographiques IMDb,  présente dans la section « Liens externes ».
Le film a été tourné du 24 avril 1994 au 31 juillet 1994, notamment à l'Université Acadia de Wolfville en Nouvelle-Écosse au Canada pour les scènes de l'éclipse.

## Accueil

### Accueil critique
Il a reçu un accueil critique favorable, recueillant 82 % de critiques positives, avec une note moyenne de 6,6/10 et sur la base de 33 critiques collectées, sur le site agrégateur de critiques Rotten Tomatoes.

### Box-office
Le film a connu un succès commercial modéré, rapportant 46 361 867 $ de recettes au box-office mondial, dont 24 361 867 $ au box-office en Amérique du Nord. En France, il a réalisé 101 275 entrées.

## Distinctions
Sauf indication contraire, les informations mentionnées dans cette section peuvent être confirmées par la base de données cinématographiques IMDb,  présente dans la section « Liens externes ».

### Récompenses

#### 1995
- Festival international du film de Tokyo : Prix de la meilleure actrice dans un second rôle pour Ellen Muth

### Nominations

#### 1995
- Festival international du film de Tokyo : Grand Prix de Tokyo pour Taylor Hackford

#### 1996
- Academy of Science Fiction, Fantasy and Horror Films - Saturn Awards :
  - Meilleure actrice pour Kathy Bates
  - Meilleure actrice dans un second rôle pour Jennifer Jason Leigh
  - Meilleure musique pour Danny Elfman
- Chicago Film Critics Association Awards : meilleure actrice pour Kathy Bates
- Chlotrudis Awards :
  - Meilleure actrice pour Kathy Bates
  - Meilleure actrice dans un second rôle pour Jennifer Jason Leigh
- Prix Edgar-Allan-Poe : meilleur film pour Tony Gilroy

### Sélections
- Festival du cinéma américain de Deauville 1995 : premières - hors compétition pour Taylor Hackford

## Éditions en vidéo
En France, le film Dolores Claiborne est sorti en DVD le 2 août 2000 et le 16 octobre 2012,. Par la suite, le film sort en VOD le 4 janvier 2018.